# Jacques Pierre Abbatucci (militär)

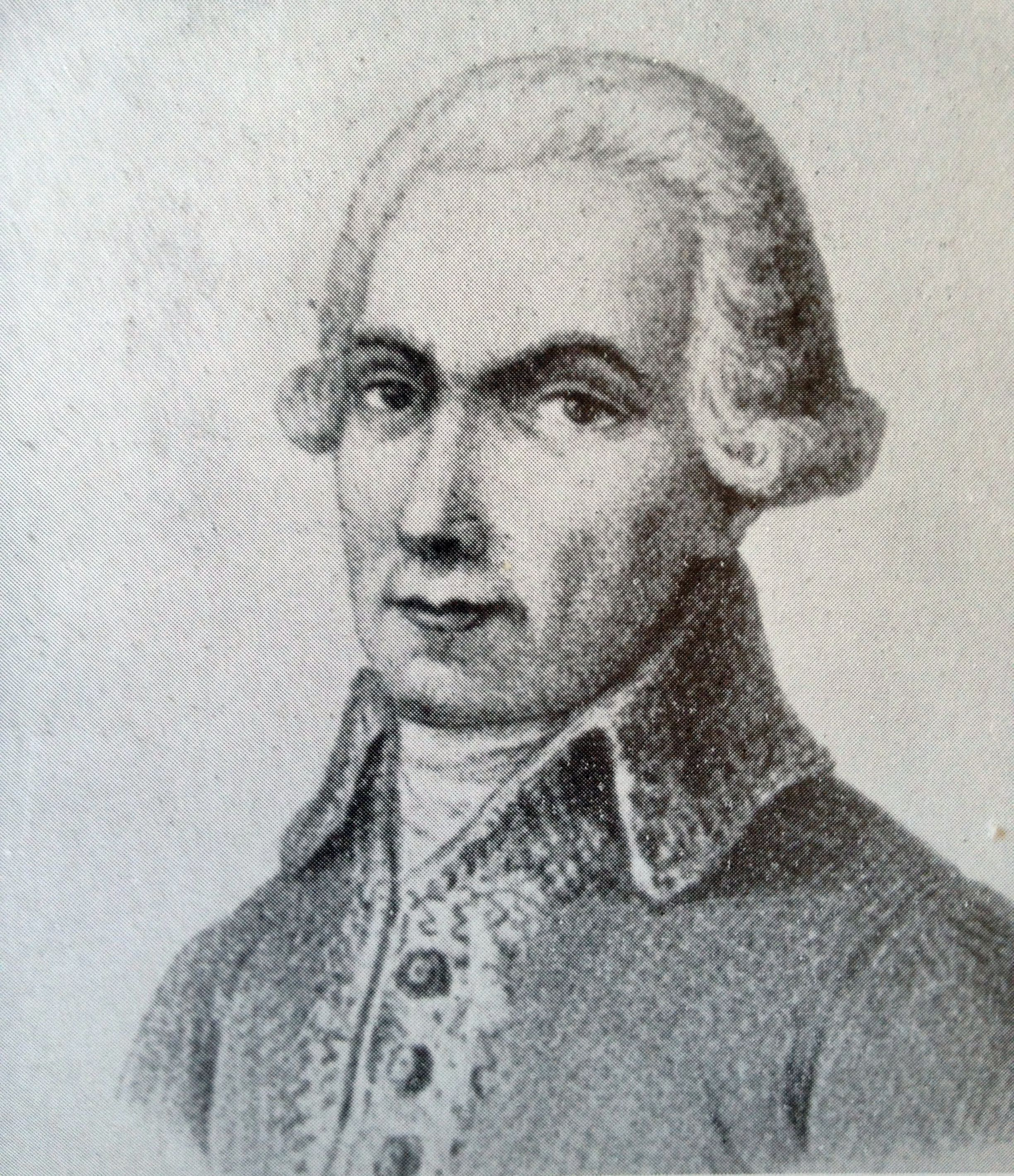
Jacques Pierre Abbatucci.

Jacques Pierre (italienska Giacomo Pietro) Abbatucci, född den 7 september 1723 i Zicavo, död den 17 mars 1813 i Ajaccio, var en korsikansk general. Han var far till Jean Charles Abbatucci och farfar till Jacques Pierre Charles Abbatucci.
Abbatucci deltog under Paoli i Korsikas frihetsstrid mot Genua och Frankrike, men kämpade sedan i fransk tjänst mot Paoli och engelsmännen 1793. Utnämnd till divisionsgeneral skickades han till Italien 1796, men då Napoleon inte ansåg sig kunna använda honom, återvände han till Korsika.